# بادي بورك
بادي بورك (بالإنجليزية: Paddy Burke)‏ (و. 1955 – م)هو سياسي من جمهورية أيرلندا .